# Baculifera curtisii
Baculifera curtisii är en lavart som först beskrevs av Edward Tuckerman och som fick sitt nu gällande namn av Bernhard Marbach 2000. 
Baculifera curtisii ingår i släktet Baculifera och familjen Caliciaceae. Inga underarter finns listade i Catalogue of Life.